# Karsten Kiilerich
Karsten Kiilerich (* 21. Januar 1955 in Slagelse) ist ein dänischer Regisseur, Drehbuchautor und Animator.

## Leben
Kiilerich war zunächst als Lehrer tätig, bevor er 1983 als Animator Teil der Crew des dänischen Animationsfilms Walhalla wurde, der 1986 erschien. Im Jahr 1988 gründete er mit den Walhalla-Mitanimatoren Hans Perk, Jørgen Lerdam und Stefan Fjeldmark sowie Produzent Anders Mastrup das Animationsstudio A. Film, bei dem er seither tätig ist. Er war bei A. Film unter anderem Animator der Filme Eventyret om den vidunderlige musik (1990) und Meister Dachs und seine Freunde (1993).
Kiilerich drehte mit Stefan Fjeldmark bei A. Film den Kurzanimationsfilm Når livet går sin vej, der reale Interviewaufnahmen von Schülern der Kopenhagener Skolen i Charlottegården als Grundlage für die Animation nahm, die Kinderzeichnungen ähnlich ist. Für Når livet går sin vej wurde er 1999 für einen Oscar in der Kategorie Bester animierter Kurzfilm nominiert. Mit Fjeldmark schrieb Kiilerich zudem das Drehbuch zum dänischen Animationsfilm Hilfe! Ich bin ein Fisch, der auch international erfolgreich war und unter anderem auf dem Chicago International Children’s Film Festival mit dem Jurypreis ausgezeichnet wurde. Kiilerichs Langfilmregiedebüt wurde 2006 Das hässliche Entlein & ich, das aus der gleichnamigen dänischen Trickfilmserie hervorging, an der Kiilerich ebenfalls als Regisseur beteiligt war. Sein Kurzanimationsfilm Was denkst Du über Arm und Reich?, der in der Sendung mit der Maus lief, war 2008 der Eröffnungsfilm des Kinderfilmfestivals Goldener Spatz 2008.

## Filmografie (Auswahl)
Wenn nicht anders angegeben, als Regisseur:
- 1986: Walhalla (Valhalla) – als Animator
- 1987: Baby Quark (TV)
- 1992: Der kleene Punker – als Animator
- 1993: Meister Dachs und seine Freunde (Once Upon a Forest) – als Animator
- 1993: Hugo, das Dschungeltier (Jungledyret) – als Animator
- 1996: Petzi und seine Freunde (Rasmus Klump) (TV-Serie, 10 Folgen)
- 1996–1999: Benjamin Blümchen (TV-Serie, 4 Folgen)
- 1997: Når livet går sin vej
- 1999: MambelBambel (TV-Serie)
- 1999: Tolle Trolle (Trolderi) (TV-Serie, 26 Folgen)
- 2000: Hilfe! Ich bin ein Fisch (Hjælp! Jeg er en fisk) – als Drehbuchautor
- 2003: Little Wolf’s Book of Badness
- 2003, 2012, 2019: Bibi Blocksberg (TV-Serie, 21 Folgen)
- 2004: Terkel in Trouble (Terkel i knibe) – als Drehbuchautor
- 2006: Das hässliche Entlein & ich (TV-Serie, 25 Folgen)
- 2006: Das hässliche Entlein & ich (The Ugly Duckling and Me!)
- 2008: Was denkst Du über Arm und Reich?
- 2012: Willi Wiberg (TV-Serie)
- 2013: Eine Schnur namens P (Historien om en snor)
- 2015: Albert
- 2018: Kleiner Aladin und der Zauberteppich (Hodja fra Pjort)

## Auszeichnungen (Auswahl)
- 1998: UNICEF-Preis der World Animation Celebration für Når livet går sin vej
- 1999: Oscarnominierung, Bester animierter Kurzfilm, für Når livet går sin vej
- 2001: Robert-Nominierung, Bestes Drehbuch, für Hilfe! Ich bin ein Fisch
- 2007: Spezialpreis der Jury, China International Cartoon and Digital Art Festival, für Das hässliche Entlein & ich
- 2007: Robgert-Nominierung, Bester Kinder-/Familienfilm, für Das hässliche Entlein & ich
- 2008: Lobende Erwähnung, Robert-Geisendörfer-Preis, für Was denkst Du über Arm und Reich? (aus Die Sendung mit der Maus)[6]